# Dominique Arnaud
Dominique Arnaud (* 19. September 1955 in Tarnos; † 20. Juli 2016 in Dax (Landes)) war ein französischer Radrennfahrer.

## Sportliche Laufbahn
Arnaud war im Straßenradsport aktiv. Als Amateur hatte er bis 1978 75 Siege herausgefahren. 1978 gewann er das Etappenrennen Tour de l’Yonne mit einem Tageserfolg. 1979 siegte er in der Tour du Béarn. Er startete für den Verein VC Tarnos.
1980 wurde er Berufsfahrer im Radsportteam Reynolds und blieb bis 1991 als Radprofi aktiv. Seinen ersten bedeutenden Profisieg holte er 1980 mit einem Etappensieg in der Vuelta a España. 1982 und 1987 gewann er jeweils eine weitere Etappe. 1982 gewann er die Tour du Limousin vor Pierre Bazzo sowie den Grand Prix de Rennes. 1985 holte er Etappensiege in der Tour du Limousin, in der Tour d’Armorique und im Ruban Granitier Breton und siegte bei im Rennen von Maël–Pestivien. 1986 folgte ein Etappenerfolg in der Katalonien-Rundfahrt, 1987 in der Vuelta a Andalucía, 1990 in der Tour du Vaucluse und im Grand Prix Midi Libre.
Zweite Plätze holte Arnaud in der Tour du Limousin 1981 hinter Marc Madiot, im Grand Prix de Plouay hinter Gilbert Duclos-Lassalle und 1990 hinter Gérard Rué im Grand Prix Midi Libre.
Arnaud gründete den Club Entente Sud-Gascogne, aus dem Mickaël Delage und Matthieu Ladagnous hervorgingen.

## Grand Tours-Platzierungen
Arnaud bestritt alle Grand Tours, die Tour de France dabei elfmal.
| Grand Tour            | 1980 | 1981 | 1982 | 1983 | 1984 | 1985 | 1986 | 1987 | 1988 | 1989 | 1990 | 1991 |
| --------------------- | ---- | ---- | ---- | ---- | ---- | ---- | ---- | ---- | ---- | ---- | ---- | ---- |
| Vuelta a EspañaVuelta | 54   | –    | 22   | –    | –    | –    | –    | 50   | –    | 38   | –    |      |
| Giro d’ItaliaGiro     | –    | –    | –    | 25   | –    | 34   | –    | –    | 38   | –    | –    | 33   |
| Tour de FranceTour    | –    | 24   | 36   | 26   | 54   | 22   | 76   | DNF  | 48   | 30   | 59   | 77   |